# Остапенко Андрій Маркіянович
Андрій Маркіянович Остапенко (7 вересня 1915 — 16 червня 1980, місто Львів) — український радянський партійний і комсомольський діяч, перший секретар Стрийського міськкому КПУ, секретар Львівського сільського обкому КПУ, заступник голови Львівського сільського облвиконкому. Депутат Львівської обласної ради депутатів трудящих.

## Біографія
Трудову діяльність розпочав у 1935 році вчителем на Луганщині.
Член ВКП(б) з 1942 року.
Під час німецько-радянської війни у 1942—1944 роках перебував на керівній комсомольській роботі у Ворошиловградській області УРСР, в апараті ЦК ВЛКСМ і ЦК ЛКСМ України. За завданням ЦК ВЛКСМ працював у місті Грозному (Чечено-Інгушська АРСР), брав участь у мобілізації комсомольців та молоді на боротьбу проти німецьких військ.
З грудня 1944 по серпень 1946 року — на керівній комсомольській роботі в Львівській області: 2-й секретар, 1-й секретар (затверджений в травні 1946 року) Львівського обласного комітету ЛКСМУ.
З 1946 року працював в апараті Львівського обласного комітету КП(б)У.
З 1950-х років — 1-й секретар Лопатинського районного комітету КПУ Львівської області, 1-й секретар Івано-Франківського районного комітету КПУ Львівської області.
До 1962 року — 1-й секретар Стрийського міського комітету КПУ Львівської області.
У 1962 — січні 1963 року — секретар партійного комітету Стрийського виробничого колгоспно-радгоспного управління Львівської області.
11 січня 1963 — 14 грудня 1964 року — секретар Львівського сільського обласного комітету КПУ — голова сільського обласного комітету партійно-державного контролю. Одночасно, 12 січня 1963 — 17 грудня 1964 року — заступник голови виконавчого комітету Львівської сільської обласної Ради депутатів трудящих.
У січні 1965 — листопаді 1975 року — 1-й секретар Нестеровського (Жовківського) районного комітету КПУ Львівської області.
З 1975 року — персональний пенсіонер союзного значення в місті Львові.
Помер після важкої хвороби. Похований на полі № 4 Личаківського цвинтаря міста Львова, поруч могили доньки Тетяни Остапенко, яка загинула в авіакатастрофі 1969 року.

## Нагороди
- два ордени Леніна
- два ордени «Знак Пошани» (26.02.1958,)
- медаль «За оборону Кавказу»
- медалі